# Niederarnbach
Niederarnbach ist ein Gemeindeteil der Gemeinde Brunnen im Landkreis Neuburg-Schrobenhausen (Regierungsbezirk Oberbayern, Bayern).

## Geographie
Das Dorf Niederarnbach liegt unmittelbar südlich des Donaumooses und an der Paartalbahn, der Bahnhof Niederarnbach wird aber nicht mehr von Personenzügen bedient. Stattdessen gibt es seit 2020 im Ort Brunnen einen Bahnhof.

## Geschichte

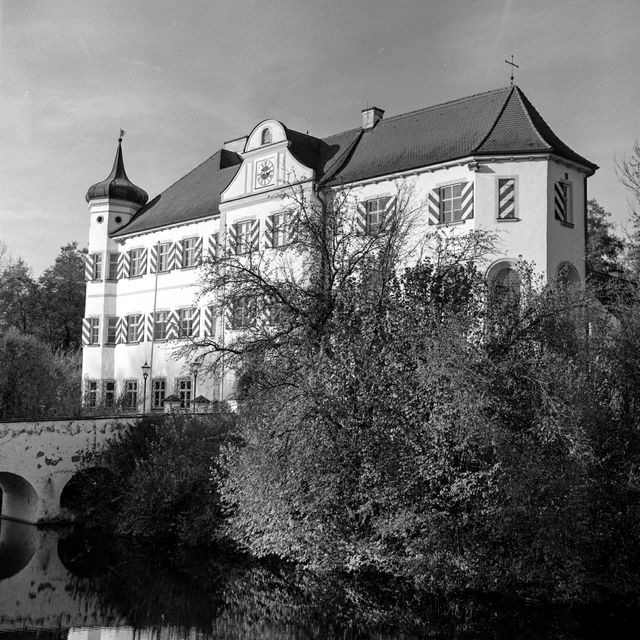
Wasserschloss Niederarnbach

Niederarnbach war seit dem 11. Jahrhundert Sitz einer wittelsbachischen Ministerialenfamilie. 1464 erscheint der Ort im Schrobenhausener Steuerbuch als Hofmark. Zwei Jahrhunderte später wurde den Inhabern der Hofmark auch die Gerichtsbarkeit über die Dörfer Brunnen, Hohenried und Pobenhausen verliehen.
1665 erwarben die Freiherren von Pfetten, ein aus Pürgen stammendes Geschlecht, die Hofmark als Lehen vom Kurfürsten. Stammvater der jüngeren Pfetten-Linie, die sich hier niederließ, war Sigmund Marquard Freiherr von Pfetten (1641–1709). 1690 wurde die Herrschaft Niederarnbach ein Eigengut der Familie von Pfetten-Niederarnbach. Es deckte sich weitgehend mit dem heutigen Gemeindegebiet von Brunnen, denn auch das Gebiet der bis 1978 selbstständigen Gemeinde Hohenried befand sich seit 1665 im Besitz der Familie Pfetten. Die Adelsfamilie übte bis zur Abschaffung der Patrimonialgerichtsbarkeit 1848 Herrschaftsrechte im heutigen Gemeindegebiet von Brunnen aus.
Der Löwe im Wappen der Gemeinde Brunnen ist aus dem Wappen der Familie übernommen.

## Baudenkmäler
Herausragendes Bauwerk des Dorfes ist das Renaissance-Wasserschloss, das 1598 durch Ferdinand Vöhlin von Frickenhausen erbaut wurde.

## Persönlichkeiten
Bedeutende Personen aus der Adelsfamilie waren Max von Pfetten (1861–1929), Gutsbesitzer und Mitglied des Reichstages, sowie Sigmund von Pfetten-Arnbach (1847–1931), Gutsbesitzer, Jurist und ebenfalls Mitglied des Reichstages. Sigmund ist ein 1928 geschaffenes Denkmal vor dem Wasserschloss gewidmet.